# Richard McCabe
Richard McCabe (Glasgow, 19 agosto 1960) è un attore britannico.

## Biografia
Figlio di padre britannico e madre francese. Dopo aver recitato in diverse serie televisive, a partire dalla fine degli anni Ottanta, ha debuttato al cinema nel 1999 con il film Notting Hill. Ha studiato alla Royal Academy of Dramatic Art. È un attore di formazione classica ed è anche musicista.

## Filmografia parziale

### Cinema
- Notting Hill, regia di Roger Michell (1999)
- Master & Commander - Sfida ai confini del mare (Master and Commander: The Far Side of the World), regia di Peter Weir (2003)
- La fiera della vanità (Vanity Fair), regia di Mira Nair (2004)
- The Constant Gardener - La cospirazione (The Constant Gardener), regia di Fernando Meirelles (2005)
- Nightwatching, regia di Peter Greenaway (2007)
- La duchessa (The Duchess), regia di Saul Dibb (2008)
- Il diritto di uccidere (Eye in the Sky), regia di Gavin Hood (2015)
- Cenerentola (Cinderella), regia di Kenneth Branagh (2015)
- Mindhorn, regia di Sean Foley (2016)
- Vi presento Christopher Robin (Goodbye Christopher Robin), regia di Simon Curtis (2017)
- 1917, regia di Sam Mendes (2019)
- Il ritratto del duca (The Duke), regia di Roger Michell (2020)
- SAS - L'ascesa del Cigno Nero (SAS: Red Notice), regia di Magnus Martens (2021)
- Cyrano, regia di Joe Wright (2021)

### Televisione
- L'ispettore Barnaby (Midsomer Murders) – serie TV, episodio 9x05 (2006)
- Il mio amico Einstein (Einstein and Eddington), regia di Philip Martin – film TV (2008)
- Peaky Blinders – serie TV, episodi 2x01-2x02 (2014)
- Doctor Thorne, regia di Niall MacCormick – miniserie TV, 4 puntate (2016)
- Philip K. Dick's Electric Dreams – serie TV, episodio 1x01 (2017)
- Delitti in Paradiso (Death in Paradise) – serie TV, episodio 10x02 (2021)
- A Very British Scandal, regia di Anne Sewitsky – miniserie TV, 3 puntate (2021)

## Doppiatori italiani
Nelle versioni in italiano delle opere in cui ha recitato, Richard McCabe è stato doppiato da:
- Enzo Avolio in The Constant Gardener - La cospirazione, SAS - L'ascesa del cigno nero
- Roberto Stocchi in Notting Hill
- Gino Manfredi in Master & Commander - Sfida ai confini del mare
- Mauro Gravina ne Il diritto di uccidere
- Renato Cecchetto in Vi presento Christopher Robin
- Gianni Giuliano in Philip K. Dick’s Electric Dreams
- Paolo Lombardi in Peaky Blinders
- Massimo De Ambrosis in Anatomia di uno scandalo
- Oreste Baldini ne Il gladiatore II